# Georg Pazderski
Georg Pazderski (ur. 6 października 1951 w Pirmasens) – niemiecki polityk i pułkownik Bundeswehry pochodzenia polskiego. Jeden z liderów Alternatywy dla Niemiec.

## Życiorys
Urodził się 6 października 1951 w Pirmasens w rodzinie ojca Polaka (byłego robotnika przymusowego) i matki Niemki. Ukończył przygotowanie zawodowe, zdobywając zawód stolarza. Następnie studiował zarządzanie w Darmstadt.

### Kariera wojskowa
Wstąpił do Bundeswehry i przeszedł drogę awansu do korpusu oficerów. Od 1998, przez trzy lata był doradcą ds. polityki bezpieczeństwa Stałego Przedstawicielstwa Republiki Federalnej Niemiec przy Unii Europejskiej w Brukseli. W Münster pełnił funkcję Zastępcy Szefa Sztabu i dyrektora operacyjnego 1. Korpusu Niemiecko-Holenderskiego. W latach 2005–2010 był szefem międzynarodowego zespołu do spraw planowania i analizy w centrali CENTCOM-u w Tampie na Florydzie. Następnie przez dwa lata pełnił służbę jako szef logistyki Dowództwa Sił Połączonych NATO w Lizbonie. W 2012, po 41 latach służby, zakończył ją w stopniu pułkownika (niem. Oberst) w Sztabie Generalnym (niem. Führungsstab der Streitkräfte) i przeszedł na emeryturę.

### Kariera polityczna
W 2013 wstąpił do partii Alternatywa dla Niemiec. Od 15 maja do 30 września 2013 był przewodniczącym struktur partii w Berlinie. Awansował w hierarchii partyjnej i w lipcu 2015 został członkiem zarządu federalnego. Ponownie został przewodniczącym berlińskiego oddziału ugrupowania. W 2016 kandydował do Rady Miasta Berlina.

## Życie prywatne
Od 2010 razem z żoną mieszka w Berlinie. Lubi grać w golfa i jeździć na motocyklu.